# 6 Dywizja Piechoty „Cuneo”
6 Dywizja Piechoty „Cuneo” − jeden ze włoskich związków taktycznych piechoty okresu II wojny światowej. W 1940 w składzie III Korpusu 1 Armii walczącej na froncie alpejskim z Francuzami.
Dowódcą dywizji był gen. Carlo Melotti. 

## Bibliografia

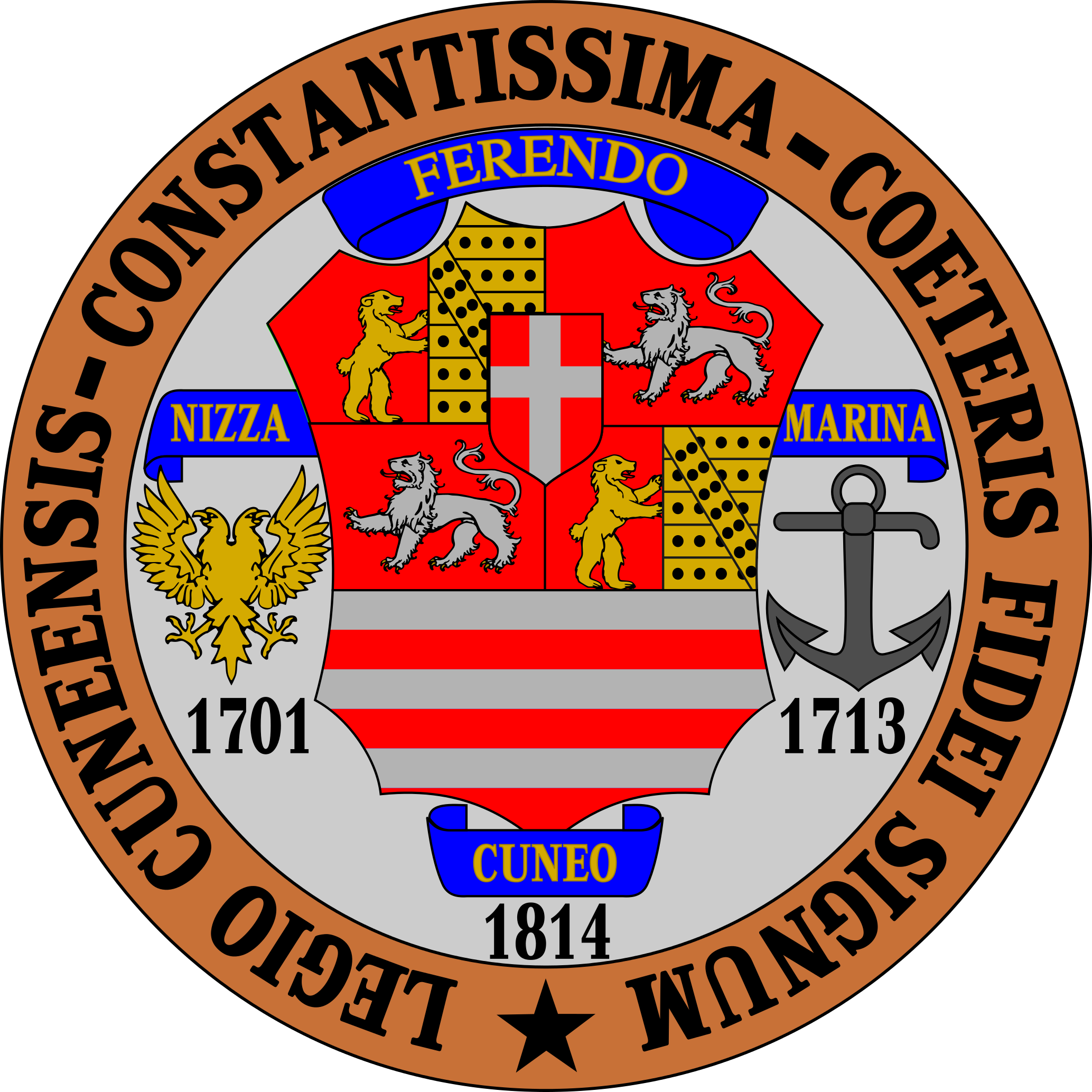
Herb 8 pułku piechoty „Cuneo”, 1939

## Skład w 1940
- 7 pułk piechoty,
- 8 pułki piechoty,
- 27 pułk artylerii,
- 24 legion Czarnych Koszul,
- 6 batalion moździerzy,
- 6 batalion saperów,
- 6 kompania przeciwpancerna,